# Bad Loipersdorf
Bad Loipersdorf, anteriormente denominado Loipersdorf bei Fürstenfeld, é um município da Áustria, situado no distrito de Hartberg-Fürstenfeld, no estado da Estíria. Tem 25,01 km² de área e sua população em 2019 foi estimada em 1.871 habitantes.